# Kalobittacus similis
Kalobittacus similis är en näbbsländeart som beskrevs av George W. Byers 1994. Kalobittacus similis ingår i släktet Kalobittacus och familjen styltsländor. Inga underarter finns listade i Catalogue of Life.